# Juan Machado
Juan Manuel Machado Zuniga (Turbo, Colombia; 24 de mayo de 2005) es un futbolista colombiano. Juega de defensa y su equipo actual es el FC Cincinnati 2 de la MLS Next Pro.

## Trayectoria
Nacido en Turbo, Colombia, Machado se formó como jugador en las inferiores del CD Estudiantil.
En junio de 2023, el defensor firmó en el FC Cincinnati 2 de la MLS Next Pro.

## Estadísticas
Actualizado al último partido disputado el 24 de septiembre de 2023.
| Club                           | Div.          | Temporada     | Liga  | Liga  | Copas nacionales | Copas nacionales | Copas internacionales | Copas internacionales | Total | Total |
| Club                           | Div.          | Temporada     | Part. | Goles | Part.            | Goles            | Part.                 | Goles                 | Part. | Goles |
| ------------------------------ | ------------- | ------------- | ----- | ----- | ---------------- | ---------------- | --------------------- | --------------------- | ----- | ----- |
| FC Cincinnati 2 Estados Unidos | 3.ª           | 2023          | 13    | 0     | —                | —                | —                     | —                     | 13    | 0     |
| FC Cincinnati 2 Estados Unidos | Total club    | Total club    | 13    | 0     | 0                | 0                | 0                     | 0                     | 13    | 0     |
| Total carrera                  | Total carrera | Total carrera | 13    | 0     | 0                | 0                | 0                     | 0                     | 13    | 0     |